# Combatentes por uma Coreia do Norte Livre
Combatentes por uma Coreia do Norte Livre (CCNL; em inglês: Fighters for a Free North Korea, FFNK) é uma organização formada na Coreia do Sul que é conhecida por lançar periodicamente balões carregando literatura pró-democracia e sobre direitos humanos, DVDs, rádios transistorizados e unidades USB flash drives da Coreia do Sul para a Coreia do Norte. Mais de dois milhões desses balões foram lançados. Os balões, que geralmente alcançam sua área de destino após três a quatro horas no ar, são programados para liberar seus materiais na área de Pyongyang.

## Lançamento de balões
Um método principal de levar notícias e artes do mundo exterior para o chamado "reino eremita" da Coreia do Norte tem sido o uso de lançamentos aéreos de materiais transportados por balões através da fronteira. Os balões são de gás hidrogênio que carregam uma ampla variedade de materiais, como rádios transistores, DVDs de entretenimento e planfetos. Os materiais enviados são "destinados a apresentar os norte-coreanos ao resto do mundo". A popularidade dos DVD players portáteis alimentados por bateria de baixo custo na Coreia do Norte permite que as famílias assistam a programas chineses e sul-coreanos em cartões SD e USB flash drives.
De acordo com o Wall Street Journal em 2013, os apoiadores da campanha do balão dizem que "é uma das ferramentas mais eficazes para a mudança dentro da Coreia do Norte, onde as informações sobre o mundo exterior são altamente restritas". Os críticos da campanha, relatou o Journal, "se opõem ao movimento por causar atritos intercoreanos".
Alguns lançamentos de balões foram interrompidos pelas autoridades sul-coreanas. Em outubro de 2012, Park Sang-hak e seus colegas lançaram balões contendo folhetos de Ganghwa, uma ilha na costa oeste da Coreia do Sul, logo depois de serem impedidos pelas autoridades de liberá-los de Paju, seu local de lançamento usual, onde a Coreia do Norte havia ameaçado atirar se o balão fosse liberado.

## Organizações parceiras
Desde 2013, a CCNL é parceira da Human Rights Foundation em atividades de travessia de materiais sobre liberdade através da fronteira para a Coreia do Norte. Itens nos balões incluíam incluíram cópias offline da Wikipédia coreana em um dispositivo de memória USB incivilizável.
Após uma controvérsia geopolítica internacional em dezembro de 2014, ambas as organizações planejaram obter cópias em DVD de The Interview — cujo lançamento nos cinemas no Natal de 2014 foi inicialmente cancelado e, em seguida, lançado em cinemas independentes e artísticos, bem como online — e movê-los através da fronteira para a Coreia do Norte por meio de lançamentos de balões. O lançamento do balão foi adiado depois que o governo norte-coreano se referiu ao plano como uma "declaração de guerra" de facto.
North Korea Intellectuals Solidarity é outra organização de direitos humanos que trabalha com a CCNL no transporte de material contrabandeado para a Coreia do Norte. Um dos métodos de colocar os materiais nas mãos de cidadãos norte-coreanos incluem ficar no lado sul-coreano de um rio fronteiriço e jogar "latas cheias de contrabando em direção do lado norte-coreano, onde alguém entrará no rio para recuperar as latas e então mudar rapidamente de roupas, porque os soldados são treinados para atirar em qualquer pessoa na área com roupas molhadas, pois é uma indicação de que estão envolvidos em atividades ilegais".